# Самнер, Чарльз (епископ)
Чарльз Ричард Самнер (англ. Charles Richard Sumner; 22 ноября 1790 — 15 августа 1874) — англиканский епископ.
Родился в Кенилворте 22 ноября 1790 года, младший брат Джона Самнера, будущего архиепископа Кентерберийского. Получил образование в Итоне и Тринити-колледже в Кембридже. Окончил последний в 1814 году со степенью бакалавра, получил степень магистра в 1817 году и был рукоположен в сан диакона и священника. В течение двух зим в 1814—1816 годах он служил в английском собрании в Женеве, с 1816 по 1821 год был священником в Хайклере (Хэмпшир). В 1820 году король Георг IV хотел назначить его каноником Виндзора, но премьер-министр, лорд Ливерпуль, возражал, и Самнер стал вместо этого королевским капелланом и библиотекарем, другие назначения также последовали, и в 1826 году он был посвящён в епископы Лландафа и в 1827 году — в епископы Винчестера.
В течение своей долгой работы в последней епархии он был известен как энергичный, тактичный и щедрый человек. Будучи евангелистом по своим взглядам, он отнюдь не ограничивался своим покровительством только этой ветви церкви. В 1869 году он подал в отставку, но продолжал жить в официальной резиденции в Фэрхэме до своей смерти 15 августа 1874 года. Он опубликовал ряд обвинений и проповедей и работу The Ministerial Character of Christ Practically Considered (Лондон, 1824). Кроме того, он перевёл и отредактировал работу Джона Мильтона De doctrina christiana, которая была найдена в офисе государственных бумаг в 1823 году и легла в основу знаменитого эссе Маколея о Мильтоне.